# Spanien i Eurovision Song Contest 2017
Spanien deltog i Eurovision Song Contest 2017 i Kiev, Ukraina. Landet representerades av Manel Navarro med låten "Do It for Your Lover".
Spanien slutade sist i finalen med fem poäng. 